# 矢田穏清斎
矢田 穏清斎（やだ おんせいさい、1808年 - ?）は、日本の柔術家である。矢田帯刀とも名乗っていた。

## 経歴
矢田穏清斎は文化5年5月（1808年）の生まれである。
矢田穏清斎は幕末頃の京都東山で矢田隊を組織していた。
子の矢田隆男（1847-1923）は、京都の出身であり菊亭家の家臣であった。幕末に矢田穏清斎と共に京都で私塾を開いて柔術と剣術を教えていた。明治に剣槍柔術永続社を開いたことで知られる京都出身の鷲尾隆聚（1843-1912）は矢田穏清斎の門人である。
明治3年7月に矢田穏清斎は、外山家から武術指南役に誘われているが断っている。明治3年10月頃に元隊員の湯川半左衛門に案内されて来訪した和州天川郷（現在の奈良県吉野郡天川村）に滞在して武術を教えた。
明治4年（1871年）の二卿事件で外山家の関係者として捕らえられた。矢田穏清斎は明治4年12月3日に京都において終身監獄の刑となり、明治5年2月に鹿児島監獄署に送られた。明治12年（1879年）71歳で老衰のため放免となった。
子の矢田隆男は青森県に幽閉され明治15年（1882年）に放免となった。
没年は不明。

## 柔術指南
矢田穏清斎は京都に私塾を開き神伝不動流という柔術を教えていた。神伝不動流は羽客の矢田半官を流祖としており、九世を経て矢田讃岐守源頼章が諸流を学び神傳慈眼流を開いた後、矢田帯刀源徳幸（矢田穏清斎）に至り神傳不動流と称したとされる。